# Ruy (Belgique)
Pour les articles homonymes, voir Ruy.
Ruy (en wallon : Ru) est un hameau belge de la Région wallonne situé en province de Liège dans la commune de Stoumont.
Avant la fusion des communes, ce hameau faisait partie de la commune de La Gleize.

## Situation
Situé en rive droite du Roannay entre les hameaux de Neuville (en amont) et de Moulin du Ruy (en aval), ce hameau des Ardennes liégeoises comprend une petite trentaine d'habitations. Ruy se trouve le pied de la côte montant à Andrimont et au col du Rosier.

## Description
Plusieurs anciennes fermettes comportent des colombages. Des constructions plus récentes ont été construites dans la partie basse du hameau (en direction de Moulin du Ruy).